# 魯氏鸚竺鯛
魯氏鸚竺鯛，又稱拉氏天竺鯛，為輻鰭魚綱鈎頭魚目天竺鯛科[[的其中一個種。

## 分布
本魚分布於中西太平洋區，包括印尼、新幾內亞、澳洲等海域。

## 特徵
本魚體延長而側扁，眼大，口大略下位。魚體略透明呈褐色，體沿側線具一排黑色斑點，各鰭黃褐色，背鰭硬棘8枚；背鰭軟條9枚；臀鰭硬棘2枚；臀鰭軟條9至10枚；脊椎骨24個，體長可達12公分。

## 生態
本魚棲息於近海岩礁或河口區，白天躲藏於隱密處，夜間出來覓食，屬肉食性，以底棲甲殼類為食。繁殖期時，雄魚具有口孵習性，卵約7日化成仔魚，由雄魚吐出，具短暫的仔魚飄浮期。

## 經濟利用
不具任何經濟價值。